# Бахтин, Иван Иванович (губернатор)
Иван Иванович Бахтин (ок. 1755, Тула — 14 (26) апреля 1818, Санкт-Петербург) — общественный деятель и писатель.

## Биография
Точная дата рождения неизвестна и указывается источниками в промежутке от 1754 года до 1757 года; также указываются «1755 или 1756». Происходил из небогатой дворянской семьи Бахтиных орловской губернии. Его отцом был сержант лейб-гвардии Преображенского полка Иван Родионович Бахтин. Службу Иван Бахтин начал в 1772 году; участвовал в русско-турецкой войне, находился при осаде Силистрии; 9 декабря 1776 года вышел в отставку в чине подпоручика артиллерии.
В 1782 году поступил на штатскую службу в судебное ведомство, заняв должность стряпчего в Тобольском надворном суде, что современниками было расценено как переход «из попов во диаконы». С 1783 года Бахтин служил в Перми: сначала — губернским стряпчим, а с 11 июля 1785 года — прокурором Пермского губернского верховного земского суда в чине коллежского асессора. С 10 марта 1788 года — губернский прокурор в Тобольской губернии, с 31 декабря 1791 года — в чине надворного советника.
С 1 мая 1794 года переведён в Новгород-Северскую казённую палату, с 4 декабря 1794 года — в Калужское губернское правление, а с 9 октября 1795 года — в Тульское наместническое правление. С 28 февраля 1797 года в чине коллежского советника он перешёл на службу в Санкт-Петербург — в Экспедицию о государственных доходах; 29 августа 1798 года он получил чин статского советника.
В 1802 году поступил в министерство финансов. Александр I неоднократно поручал ему конфиденциальные следствия по злоупотреблениям администрации и чиновников. Через год, 8 апреля 1803 года, он был произведён в действительные статские советники и назначен слободско-украинским (харьковским) губернатором и всемерно содействовал открытию Харьковского университета. В 1814 году Бахтин вышел в отставку; в 1815 переехал в Санкт-Петербург, где снова поступил на службу (29 февраля 1816[уточнить]) и заведовал государственной экспедицией для ревизии счетов.
Умер в Санкт-Петербурге 14 (26) апреля 1818 года. «Словарь русских писателей XVIII века» указывает, что он был похоронен на Волновом кладбище (Волковом?). Но «Петербургский некрополь» содержит информацию только о его сыновьях, Иване и Николае.

## Литературное творчество
В творчестве И. И. Бахтина главным образом преобладали сатирические темы, но были стихи, мадригалы, эпиграммы, притчи и сказки. Современники и литературоведы отмечали его несомненный литературный талант. «Стихи Бахтина, как правило, отличались остроумием». В 1816 году он издал свои произведения под заглавием: «И я автор, или разные мелкие стихотворения»; историки литературы признают за ней некоторый литературный талант, а эпиграммы считают даже довольно острыми.
Иван Бахтин стал писать уже с 1780 года; публиковать стихи в различных журналах под псевдонимами «И.Бах», «Ив. Бахт» и т. п.
С 1786 года он выступал как сотрудник журнала «Лекарство от скуки и забот»; принял активное участие в основании ежемесячного журнала П. П. Сумарокова «Иртыш, превращающийся в Иппокрену»" (1789—1791), был одним из его основных сотрудников, поместил в нём — за 1789 г.:письмо «К господам издателям»; стихотворения «Сон», «Стансы», «Епиграммы», «Отрывки из разговоров Вольтера о человеке»; сказку «Господин и крестьянка»; притчи «Завистник» «Ученый и служанка», «Юзбек». За 1790 г. — «Сатира на жестокости некоторых дворян к их подданным»; «Стихи к подаренному портрету Д. И. П.»; «Возражение на стихи на смерть»; притчу «Проповедь о ростовщиках». За 1791 г. — басни «Змея любимец» и «Филиса или четыре степени любви». И. И. Бахтин достаточно негативно относился к произволу дворян-помещиков в отношении крепостных крестьян; довольно редким явлением в дворянском обществе того времени было его сочувствие к людям труда. Литературное творчество Бахтина было заметным явлением в культурной жизни Сибири и русской провинции того времени.
У Бахтина были дружеские и творческие контакты не только с П. П. Сумароковым, но и другими тобольскими литераторами, в том числе с Н. С. Смирновым; в 1791 году он мог встречаться в Тобольске с А. Н. Радищевым.
Писать стихи Бахтин продолжал и позже: в 1795 году в Новгороде-Северском была написана драма «Ревнивый», выдержанная в духе сентиментализма. В пьесе была затронута тема воспитания, причём речь шла о воспитании «душевных качеств».
За «любовь к наукам и покровительство просвещению» 30 июня 1809 года И. И. Бахтин получил диплом почётного члена Харьковского университета; в 1814 — диплом внешнего члена Харьковского общества наук; 2 мая 1817 года избран его действительным членом; с 16 января 1815 года стал почётным членом Филотехнического общества.

## Семья
Около 1792 года И. И. Бахтин женился на Дарье Ивановне (урождённой Петерсон), которая родила ему многочисленных сыновей и дочерей. Двое из старших сыновей: Иван Иванович-младший (1793—1867) и Николай Иванович (1796—1869) стали известными государственными деятелями. Дочери Дарья Ивановна (05.12.1801 — ?) и Глафира Ивановна (17.11.1804 — 25.12.1860) закончили Императорский институт благородных девиц в 1821 году (см. Черепнин, Вып. 16 (1821), п.13 и п.14. — С. 515). Глафира Ивановна вышла замуж (24.04.1827) за Николая Ивановича Селифонтова (09.09.1785 — 15.12.1855), в числе её детей Николай Николаевич Селифонтов.
Рукописная биография И. И. Бахтина, составленная Н. Н. Селифонтовым, хранится в ИРЛИ (Ф. 265. — Оп. 2. — № 154).